# Phanfare
Phanfare es una suscripción en línea a base de subir fotos y vídeos a sus respectivos servidores. Se introdujo en noviembre del 2004 por Phanfare, Inc, una empresa fundada por Andrew Erlichson y Mark Heinrich.

## Sinopsis
Phanfare está dirigido a consumidores que buscan a la red social y compartir fotos y vídeo, sin publicidad (Phanfare ha aludido a un próximo cambio con la publicidad que se añade). Los consumidores pueden cargar sus fotos digitales y vídeos a Phanfare y luego ver las fotos y vídeos desde cualquier navegador web. Phanfare integra la libreta de direcciones y herramientas de invitación para que el consumidor de manera eficiente a enviar invitaciones para ver los álbumes. Phanfare da la posibilidad de hacer back up´s de los archivos, que permiten al consumidor recuperar sus archivos digitales original en el caso de que pierdan su copia local. Aparte de facilitar a los consumidores un sitio web de destino de sus fotos digitales (antes libre de publicidad de marca), Phanfare aspira a mejorar significativamente el consumo de flujo de trabajo detrás de la fotografía digital y video.

## Carga de fotos y vídeos
Phanfare distribuye un programa llamado Phanfare Photo (PC y Mac) que permite la subida de fotos y vídeo en segundo plano mientras que el consumidor añade títulos, edita y organiza el contenido. Phanfare Photo convierte las imágenes a tamaños más pequeños y adecuados para la navegación web, y la subida de estas imágenes en primer lugar, antes de tamaño completo las imágenes y los vídeos se envían. Como resultado de ello, los álbumes aparecen en la web con el menor tamaño de las imágenes muy rápidamente. Phanfare superposiciones productivo usuario trabajar con la red de latencia, lo que los usuarios de la percepción de las subidas más rápido. En Phanfare se puede importar fotos y vídeos con formatos JPEG, Adobe Photoshop PSD (imágenes), así como AVI, QuickTime, WMV y MPEG-2 (vídeos).
Phanfare se ha señalado por el Wall Street Journal por su enfoque novedoso para compartir vídeos y sus políticas de retención de los medios de comunicación. Sin embargo, estas citas antes de la fecha de la liberación de Phanfare 2.0, que ha cambiado significativamente el modelo de negocio y el intercambio de políticas.
Las ideas de caché coherente de sincronización de fotos y vídeos a una solicitud de caché local se remonta a trabajar en la coherencia de caché en la memoria compartida multiprocesamiento.